# 細木美知代
細木 美知代（ほそき みちよ、1982年2月28日 - ）は、日本のフリーアナウンサー。神奈川県出身。

## 来歴・人物
神奈川県出身。森村学園高等部、成城大学卒業。東京アナウンスセミナー出身。2004年テレビ金沢にアナウンサーとして入社。同期には水澤真理子がいる。通常の業務のほかに、タカラトミーから2007年9月27日に発売された「女子アナ出題!Theご当地問題DVD&カード」にテレビ金沢の代表として登場した。
しかし筆不精で有名だった外部リンクのアナウンサーコラム2010年最後の書き込みで、（人事異動により）アナウンスから外れることを明らかにし、画面から消えた。だが地上デジタル放送推進大使については、既にアナログ放送終了までおよそ半年となっていたことから、交代はせず任務を継続していた。
2011年4月、テレビ神奈川にアナウンサーとして移籍。金沢時代から引き続き、地デジ大使を務める。
2014年10月25日放送の『あっぱれ!KANAGAWA大行進』の放送の最後に、翌日に結婚式を迎えることを公表した。
2015年11月末でテレビ神奈川を退職。公式ブログで妊娠したことを公表し最終更新回を終えている。

## 現在の出演番組
- Baile Yokohama[2]（横浜エフエム放送）

## 過去の主な出演番組

### テレビ金沢在籍時
- テレビ金沢ニュースプラス1
- びービーみつばち - キャスター
- となりのテレ金ちゃん - 火曜・木曜担当キャスター

### テレビ神奈川在籍時
- 高校野球ニュース2011 - キャスター
- ええじゃないか。（2012年2月3日）※三重テレビ制作。三重テレビでは2日前の2月1日に放送された。
- 第66回毎日映画コンクールオープニングセレモニー（2012年2月13日） - 司会
- ありがとッ!（2011年度は金曜、2012年度は月～木曜） - MC
- みぶりてれび（2013年4月 - 2014年3月）
- あっぱれ!KANAGAWA大行進（2013年4月6日 - 2015年3月28日） - 第8期アシスタント。2015年4月4日と同11日にも、後任の久本真菜のサポート役として出演。
- 神奈川ビジネスUp To Date（2015年4月9日 - 9月 ） - 司会
- tvkニュース・天気予報（随時）

### フリー時代
- 斉藤一美 ニュースワイドSAKIDORI!（2017年4月 - 2023年3月25日、文化放送）- 記者として